# Pseudempusa
Pseudempusa es un género de mantodeos perteneciente a la familia Mantidae. Es originario de Asia.

## Especies
Comprende las siguientes especies:
- Pseudempusa pavonina
- Pseudempusa pinnapavonis